# Nicolaus Haberschrack

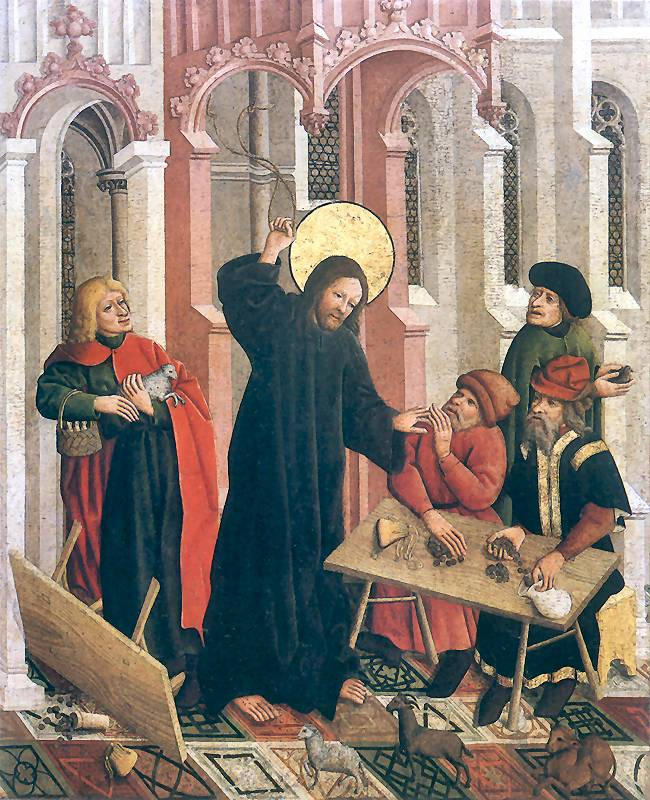
Tempelreinigung

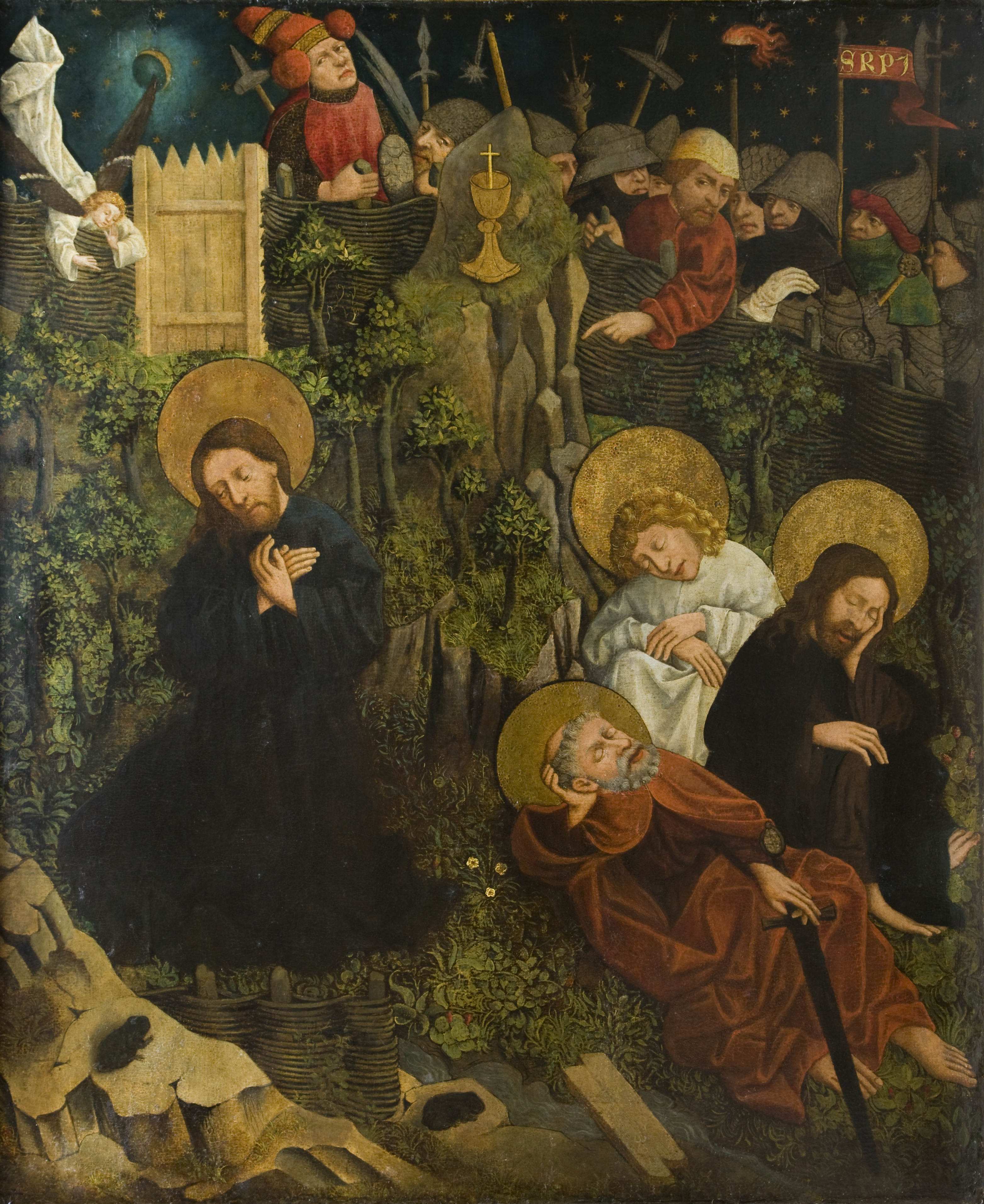
Gethsemane bzw. Christus am Ölberg

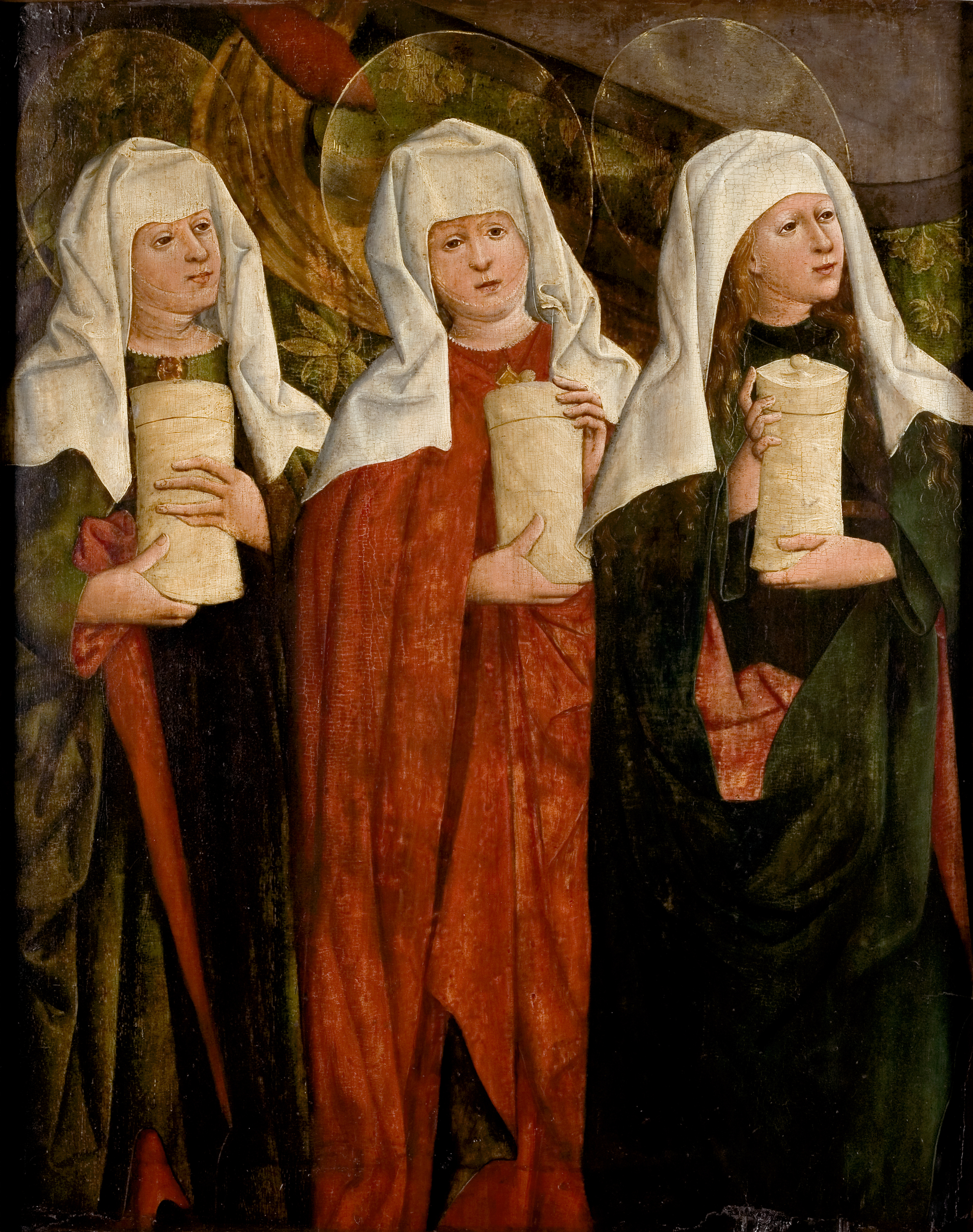
Drei Marien am Grab Christi

Nicolaus Haberschrack (polnisch Mikołaj Haberschrack) war im Zeitraum von ca. 1454 bis 1486 als Maler und Bildhauer in Krakau tätig, damals Sitz des polnischen Königs. Er gehörte zu den etablierten und führenden Malern der Hauptstadt Polens der damaligen Zeit.
Der Künstler, der von seiner Ausbildung her lange als vom Oberrhein kommend vermutet wurde, war nachweislich aus Krakau. Quellenkundlich 1473 als Nicolaus pictor de cracovia alias de nova villa verzeichnet, ließ er sich in dem damals neu gegründeten Stadtteil Nowa Wies (Neudorf) nieder, wo die Familie Haberschrack schon seit Generationen ansässig war. Wegen seines Namens (mhd. für Heuschrecke) wurden ihm auch lange Zeit österreichische bzw. süddeutsche Beziehungen nachgesagt; so glaubte man, er sei 1454 im Gefolge der künftigen Königin Elisabeth von Habsburg nach einer Lehre in Wien wieder nach Krakau zurückgekehrt.
Zu seinem Hauptwerk gehört der Hochaltar der Katharinenkirche in Kazimierz, einem Stadtteil von Krakau, den die Augustiner im Jahre 1468 bestellt hatten. Die acht noch gut erhaltenen Tafeln des mehrteiligen Retabels befinden sich nun im Palast des Bischofs Erasmus Ciołek, der zum Nationalmuseum Krakau gehört, und in der Wawelkathedrale. Für die Hl. Kreuz-Kapelle in der Kathedrale von Krakau gestaltete er 1467 das Triptychon der Hl. Dreifaltigkeit – eines der hervorragendsten spätgotischen Kunstwerke.